# 釧路湿原全国車いすマラソン
釧路湿原全国車いすマラソン（くしろしつげんぜんこくくるまいすマラソン）は、1986年から北海道釧路市にある釧路湿原の南東部で毎年8月に開催されていた車いすマラソン大会。新型コロナウイルス感染症の拡大や参加者数の減少などにより、2019年度（令和元年度）の大会開催が最後となり、2021年度（令和3年度）に大会の終了が決定された。

## 歴史
1986年度（昭和61年度）に「釧路湿原車いすマラソン大会」の名称でスタートした大会である。第7回大会から全国大会となった。大会の特色として一部の種目は健常者も車いすに乗って参加することが認められていた。
当初は釧路市大規模運動公園市民球場の駐車場を会場としていたが、1987年に釧路市民陸上競技場が完成、1992年から現在の形となった。
しかし、2019年度（令和元年度）の大会開催を最後に、新型コロナウイルス感染症の拡大や東京オリンピック・パラリンピック開催と重なることによる警備体制等の問題から2年連続で開催を断念した。参加者数も2001年度（平成13年度）をピークに減少し、数年にわたって参加者数は100人を割り込んでいたことから2021年度（令和3年度）に大会の終了が決定された。
2022年（令和4年）4月15日に釧路湿原全国車いすマラソン大会実行委員会は解散し、新たに釧路市パラスポーツ大会実行委員会が設立された。後継の市民参加型の新たな事業としてボッチャ大会が企画され、ボッチャ競技を軸とするくしろパラスポフェスタが開催されている。

## 種目
競技種目はハーフマラソン、8km、2kmのほか、300mのオープン競技があり、2km競技には健常者も車いすに乗って参加できた。コースは、釧路市民陸上競技場スタート - 同競技場フィニッシュの平坦なコースである。

## 主催
- 主催：釧路市、釧路市社会福祉協議会、北海道新聞釧路支社
- 大会事務局：釧路市身体障害者福祉センター

## 大会結果
ハーフマラソン : 優勝者
- 2012年8月26日 : 久保恒造（北海道）45分09秒-（女子の参加なし）
- 2011年8月28日 : 花岡伸和（東京）42分34秒-（女子の参加なし）
- 2010年8月29日 : 洞ノ上浩太（福岡）43分15秒-久保田とし子（北海道）1時間6分33秒
- 2009年8月30日 : 松永仁志（岡山）45分52秒-久保田とし子（北海道）1時間2分31秒
- 2008年8月31日 : 藤川泰博（兵庫）49分18秒-正中かおり（兵庫）1時間9分3秒